# Die Geschichte von König Schahriyar und Schahrasad, der Tochter seines Wesirs

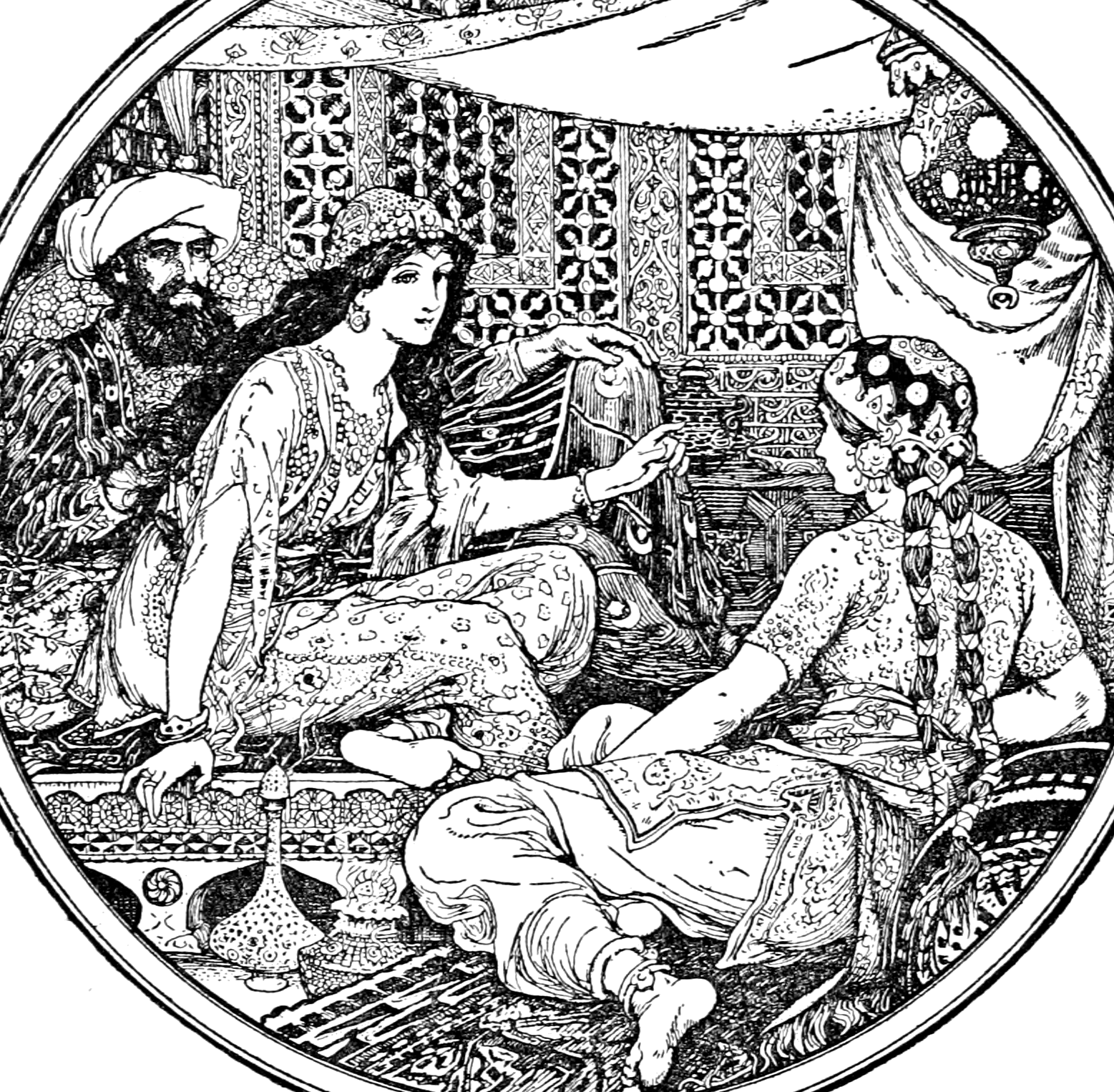
Schahrasad erzählt dem König Schahriyar und ihrer Schwester Dinarasad die Geschichten aus Tausendundeine Nacht. Zeichnung: Henry Justice Ford, 1898.

Die Geschichte von König Schahriyar und Schahrasad, der Tochter seines Wesirs bildet den Beginn und die Rahmenerzählung von Tausendundeine Nacht. In der Arabian Nights Encyclopedia wird sie als ANE 1 gelistet (→ Tausendundeine Nacht – Liste der Geschichten).
König Schariyar und sein Bruder Schahsaman werden von ihren Ehefrauen betrogen. Schariyar lässt seine treulose Gattin ermorden und entscheidet sich für ein noch grausameres Verbrechen. Jede Nacht teilt er mit einem Mädchen das Bett, um seine sexuellen Bedürfnisse zu stillen. Am nächsten Morgen lässt er – aus Angst erneut betrogen zu werden – das Mädchen hinrichten und nimmt sich das nächste, um sie am folgenden Tag ebenfalls umbringen zu lassen. Schließlich entscheidet sich die Tochter seines Wesirs – die mutige und kluge Schahrasad – den Kreislauf der Gewalt mittels einer List zu durchbrechen.

## Handlung

### 1. Ehebruch
Einst herrschte König Schahriyar über die damals bekannte Welt. In Samarqand regierte für ihn sein Bruder Schahsaman. Eines Tages forderte Schariyar seinen Bruder auf, zu ihm zu kommen. Als Schahsaman am Abreisetag noch einmal in seinen Palast zurückkehrte, um sich von seiner Gattin zu verabschieden, musste er entsetzt feststellen, dass diese mit einem jungen Helfer aus der Palastküche Ehebruch beging. Im Zorn erschlug er beide mit dem Schwert und machte sich verstört auf die Reise zu seinem Bruder. Von Kummer geplagt, magerte er dort ab, wobei der nichtsahnende Schariyar zunächst glaubte, dass sein Bruder an Heimweh litt. Als Schariyar zu einem zehntägigen Jagdausflug aufbrach, wurde Schahsaman Zeuge, wie Schariyars Ehefrau zusammen mit zehn ihrer Sklavinnen sich der sexuellen Leidenschaft mit elf Sklaven hingab und ihren Ehemann betrog. Schahsaman war schockiert, aber auch erleichtert und fasste wieder Lebensmut, da er nun wusste, dass es anderen noch schlimmer als ihm erging. Als Schariyar ihn über den Grund seines plötzlichen Verhaltenswechsel fragte, offenbarte dieser seinem Bruder, dass beide von ihren Ehefrauen betrogen worden waren. Schariyar wollte dies zunächst nicht glauben, doch als er scheinbar erneut zu einem Jagdausflug aufbrach, beobachtete er mit eigenen Augen, wie seine Frau ihn erneut betrog. Die beiden Brüder beschlossen, fortzuziehen, um erst wieder Könige zu sein, wenn sie jemand in noch größerem Unglück fanden.

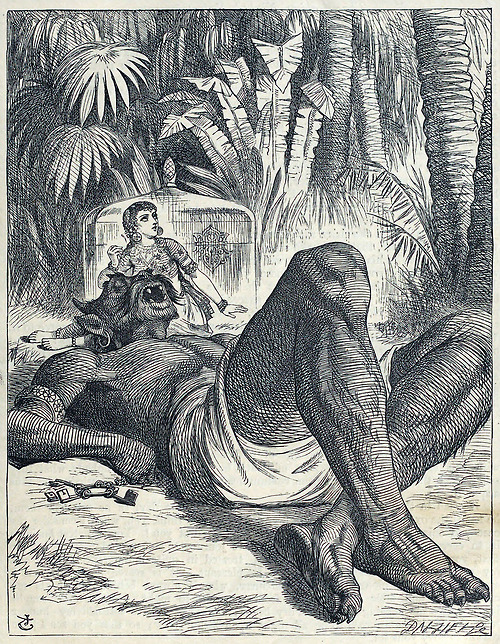
Der Ifrit und seine Gefangene. Illustration von John Tenniel.

### 2. Der betrogene Ifrit
Die beiden Brüder verließen den Palast und gelangten bis Einbruch der Nacht ans Meer, aus dem sich plötzliche eine gewaltige Säule bis in den Himmel erhob. Voller Angst kletterten die beiden auf einen hohen Baum und versteckten sich dort. Doch die Säule erwies sich als ein Ifrit, ein Dämonenwesen, der auf dem Kopf eine große Truhe trug. Aus der Truhe holte er eine schöne junge Frau hervor, die er in der Hochzeitsnacht einem anderen geraubt hatte. Er setzte sie genau unter den Baum, in dem sich die beiden Königsbrüder versteckt hatten, legte den Kopf in ihren Schoß und schlief ein. Die junge Frau sah sich um und entdeckte zufällig die zwei Brüder und bedeutete ihnen, zu ihr herunterzukommen – andernfalls werde sie den Ifrit aufwecken, um sie beide zu töten. Die Brüder gehorchten und kletterten vom Baum, doch nun eröffnete die Frau ihnen, dass sie beide mit ihr den Geschlechtsverkehr vollziehen sollten – andernfalls werde sie den Ifrit aufwecken. Die Brüder hatten keine Wahl und befriedigten die sexuelle Lust der Frau. Daraufhin forderte sie von ihnen jeweils einen Ring und zeigte ein Säckchen hervor, in dem sich bereits 98 weitere Ringe befanden. Die Frau eröffnete ihnen, dass sie, die der Ifrit gefangen genommen hatte, trotz ihrer Gefangenschaft nun bereits mit einhundert Männern sexuell verkehrt hatte, während ihr Peiniger neben ihr schlief. Dann bedeutete sie den beiden Männern, sich davon zu machen.

### 3. Ein grausames Verbrechen
Schariyar und Schahsaman waren entsetzt angesichts dessen, was sie erlebt hatten, vor allem angesichts der Tücke der Frauen. Sie mussten anerkennen, dass es dem Ifrit noch schlimmer erging als ihnen und so kehrten sie als Könige zu ihrer Herrschaft zurück. Nun begab sich Schariyar zu seinem Wesir und befahl ihm, seine treulose Ehefrau hinzurichten. Doch der Rachedurst des Königs war noch nicht gestillt und er ließ in seinem Palast alle Sklavinnen und Dienerinnen umbringen und nahm neue an ihrer Stelle. Und nun schwor sich Schariyar, dass er nur noch für jeweils eine Nacht heiraten würde und seine Gattin am nächsten Tag töten würde, da es „auf der ganzen Welt keine anständige Frau“ gab. So kam es und der König stillte seine sexuelle Lust jeden Tag bei einem anderen Mädchen, das er am nächsten Tag hinrichten ließ, anfangs von den Töchtern der Emire, bald von den Kaufleuten, bald aus dem einfachen Volk. Bald gab es kaum noch junge Frauen und die Mütter und Väter im Lande weinten und verfluchten den König.

### 4. Scharasad, die mutige Tochter des Wesirs
Nun hatte der Wesir des Königs Schahriyar zwei Töchter. Die Jüngere hieß Dinarasad, die ältere Schahrasad. Schahrasad war weise und hochgebildet, hatte viele Bücher gelesen, Werke der Literatur, alte Geschichten und Medizin studiert, kannte viele Gedichte und erzählte mit Freude alte Geschichten. Eines Tages, nachdem nun schon so viel Leid über das Land gekommen war, wandte sie sich an ihren Vater, den Wesir, und forderte ihn auf, dass er sie mit dem König Schahriyar verheiratete. Sie erklärte, dass sie entweder sterben oder alle Welt vor Schahriyars Grausamkeit retten werde. Ihr Vater war entsetzt und versuchte die Tochter von ihrem Plan abzubringen. „Wer die rechte Tat nicht kennt, schnurstracks ins Verderben rennt.“ Er befürchtete, dass ihr so ergehen werde, wie dem Esel und dem Stier. Da fragte Scharasad nach dem Inhalt der Geschichte, die ihr Vater ihr nun erzählte. (→ Vom Stier und dem Esel – ANE 2)
Die Lehre der Geschichte war, dass auch ein klug durchdachter Plan scheitern konnte. Doch Schahrasad ließ sich von ihrem Plan nicht abbringen, woraufhin ihr Vater drohte mit ihr das Gleiche zu machen, was der Kaufmann aus der vorherigen Geschichte mit seiner Frau gemacht hatte. Schahrasad fragte nach und ihr Vater erzählte ihr die Geschichte (→ Vom Kaufmann und seiner Frau – ANE 3).
Die Lehre aus dieser Geschichte war die Drohung, dass Scharhrasads Vater seine Tochter heftig verprügeln werde, wenn sie nicht von ihrer Idee abließe. Doch Schahrasad ließ nicht locker und schließlich willigte ihr Vater in den Plan ein und verheiratete sie mit König Schahriyar, der selbst erstaunt war über den Entschluss von Schahrasad, die höchst zufrieden war.

### 5. Der Plan

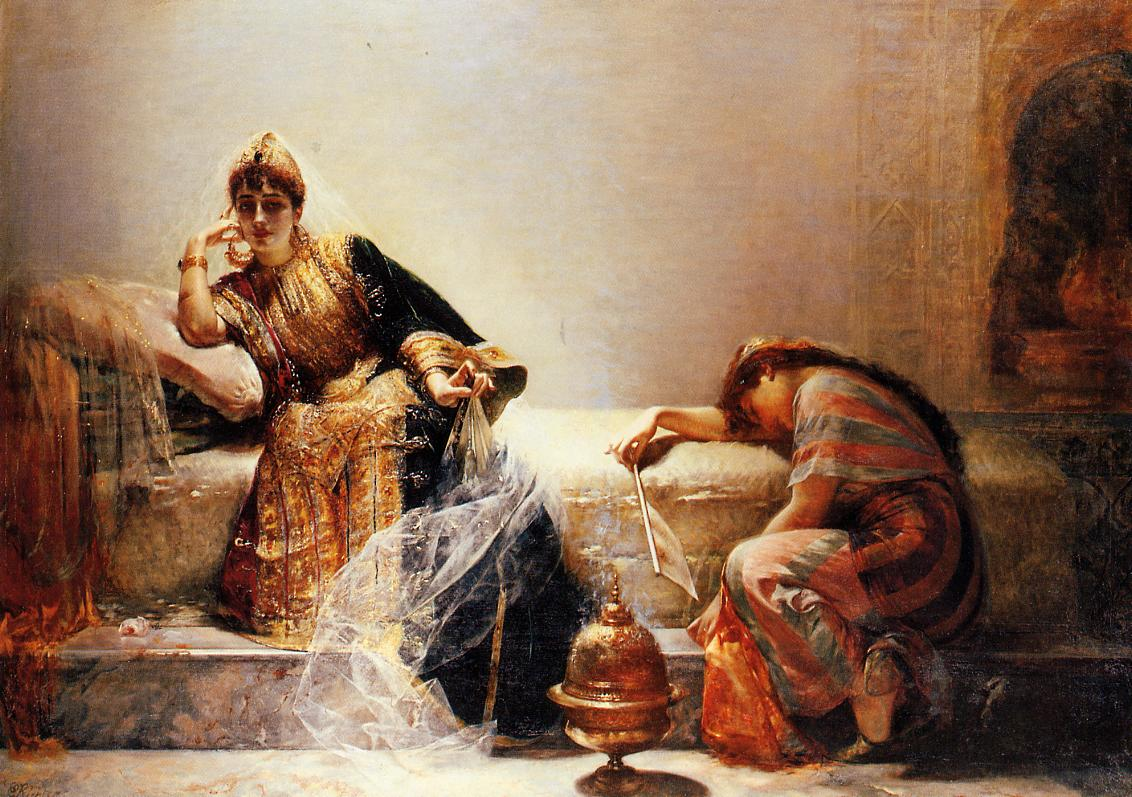
Schahrasad und Dinarasad. Bild von Édouard Frédéric Wilhelm Richter.

Nun bereitete Schahrasad alles für die Liebesnacht mit dem König vor und erklärte ihrer jüngeren Schwester Dinarasad, dass sie in der Nacht nach ihr schicken werde. Sobald sie mit dem König den Liebesakt vollzogen habe, solle Dinarasad dann sie bitten, eine Geschichte zu erzählen. Dies werde der Grund für die Rettung aller Frauen und ihres gesamten Volkes sein. Dinarasad stimmte zu. Die Nacht kam und als Schariyar den Liebesakt vollziehen wollte, bat seine junge Gattin, dass ihre jüngere Schwester zu ihr kommen dürfe, der sie noch vor dem nächsten Morgen Lebewohl sagen wolle. Der König stimmte zu und Dinarasad kam ins Zimmer und blieb dort, während Schahriyar und Schahrasad miteinander Sex hatten. Als sie fertig waren, bat Dinarasad nun ihre Schwester wie verabredet, dass sie eine Geschichte erzählen möge und als König Schahriyar zustimmte, begann Schahrasad zu erzählen.
Schahrasad begann ihre erste Geschichte (→ Der Kaufmann und der Dschinni – ANE 4) zu erzählen und achtete dabei darauf, stets an der spannendsten Stelle zu stoppen, als die Morgendämmerung anbrach. Da Schahriyar von ihrer Erzählung hingerissen war, dass er begierig war, das Ende zu hören, verzichtete er darauf Schahrasad am nächsten Tag zu töten. In der darauffolgenden Nacht begann sie weiterzuerzählen und wieder verzichtete Schariyar auf ihre Tötung. So ging es weiter und wenn eine Geschichte zu Ende war, begann Schahrasad eine neue zu erzählen (→ Tausendundeine Nacht – Liste der Geschichten).

## Das Ende von Tausendundeine Nacht
Es gibt kein einheitliches Ende der Geschichte von Schahriyar, Schahrasad und Tausendundeine Nacht. Dem Bagdader Buchhändler Ibn an-Nadīm (gest. 995) zufolge, endet die Geschichte von König Schahriyar und Schahrasad am Ende damit, dass dieser ihr vergibt und sie ihm den in den 1001 Nächten gezeugten und geborenen Nachwuchs zeigt. Quellentechnisch ist keine Handschrift vom Ende der Erzählung erhalten geblieben, die älter als Antoine Gallands 1001-Nacht-Übersetzung (1704–1717) ist.
Bei Antoine Gallands Schluss ist nicht klar, woher seine Version stammt. Die danach veröffentlichten Handschriften und Druckfassungen geben verschiedene Enden wieder. Die Bulaq- und Kalkutta-Edition folgen dem bei Ibn al-Nadim erwähnten einfachen Ende. In der Version von Joseph von Hammer-Purgstall langweilt sich Schahriyar am Ende und befiehlt Schahrasad hinzurichten, die ihm daraufhin ihre gemeinsamen Kinder zeigt. In Richard Francis Burtons Version erzählt Schahrasad die Geschichte ihres eigenen Lebens, gefolgt von einigen Ratschlägen für eine gute Verwaltung. Schahriyar erkennt daraufhin seine Fehler und heiratet Shahrasad. Diese Episode findet sich auch in Max Habichts Version, und zwar nach der Erzählung vom König und seinem Sohn und seiner Frau.

## Interpretation
Nach der allgemeinen Interpretation – so die Autoren der Arabian Nights Encyclopedia – erleidet König Schahriyar infolge des Mitansehens des Ehebruch seiner Frau ein psychisches Trauma, das ihn in eine zwanghafte Verhaltensweise gegenüber Frauen stürzt. Schahrasad gelingt es schließlich, sein Trauma zu heilen und ihm Vertrauen und eine ausgewogene Lebensperspektive zurückzugeben.
Nach Ansicht von Jerome W. Clinton ist Schahriyars Trauma in erster Linie auf eine tief verwurzelte Angst vor Frauen zurückzuführen. Demnach wurde er daran gehindert eine positive Bindung zu Frauen aufzubauen, weil er in einem Macht-Umfeld aufwuchs, wo Frauen- außer als Mütter und sexuelle Partnerinnen – keine Bedeutung hatten. Schahriyars Unsicherheit wird verstärkt durch die Ehebrüche seiner Frau und der seines Bruders, sowie das Erlebnis, dass der Ifrit selbst eine gefangene Frau nicht kontrollieren konnte. Shahriyar nimmt die ständige soziale Ungerechtigkeit gegenüber Frauen nicht wahr, und seine Erfahrungen führen dazu, dass er seinen Sinn für Integrität und Identität verliert, was ihn dazu veranlasst, zu versuchen, seine Bindung an die Frau wiederherzustellen, indem er einen Kreislauf von Sexualität und Tod in Gang setzt. Indem Schahrazad mit ihren Geschichten zeigt, dass es sehr wohl tugendhafte Frauen gibt und eine Vielzahl und Komplexität der menschlichen Persönlichkeit gibt, erzieht sie Schahriyar und demonstriert ihm zudem durch das Leid, das Frauen in vielen der Geschichten erfahren (etwa insbesondere in den Sklavinnen-Geschichten), wodurch sie ihn sein eigenes Verhalten reflektieren lässt.
Der psychologische Ansatz zur Erziehung des Königs über Frauen hat zu Schahrasads Ruf als früher Feministin beigetragen, die sich für ihr Geschlecht opfert, um die chauvinistischen Unzulänglichkeiten des Mannes zu heilen. Die feministische Sichtweise wird in den Werken mehrerer Autoren vertreten. Kritiker dieser Ansicht weisen hingegen darauf hin, dass in den Geschichten aus Tausendundeiner Nacht zwar durchaus starke, manchmal auch dominante oder gar grausame Frauenrollen existieren, diese aber letztlich doch das Produkt männlicher Phantasie und stereotyper Vorstellungen seien. Letztlich haben die starken Frauen zwar einen gewissen Gestaltungsrahmen, brechen jedoch gemeinhin aus den sozial-gesellschaftlichen Machtverhältnissen entweder gar nicht oder nur zeitweise aus (bspw. in den Sklavinnen-Geschichten). Ein Beispiel dafür ist etwa die Geschichte Die Sklavin Sumurrud und Alischar (ANE 82), in der die Sklavin Sumurrud wegen der charakterlichen Mängel ihres Besitzers Alischar letztlich einen langen Leidensweg erdulden muss, ehe sie das Schicksal schließlich zur Königin einer Stadt macht. Später trifft sie Alischar wieder, heiratet ihn und erhebt ihn zum wahren Herrscher über die Stadt, während sie sich auf die Rolle der Ehefrau beschränkt.

## Hintergrund
Die Erzählung findet sich in der Galland-Handschrift aus dem 15. Jahrhundert, der ältesten erhaltenen Handschrift und gehört damit zum Kern der Erzählung von Tausendundeine Nacht.

### Herkunft der Erzählung
Über den Ursprung der Rahmenerzählung ist wenig bekannt. Die Autoren der Arabian Nights Encyclopedia gehen davon aus, dass sie aus Sanskrit-Quellen abgeleitet ist. Bezeugt ist die Bekanntheit der Geschichte in der Literatur spätestens bei dem arabischen Historiker al-Mas'udi (gest. 956) und dem Bagdader Buchhändler Ibn al-Nadim (gest. 995).
Michael Jan de Goeje versuchte 1886 eine Verbindung zwischen Schahrasad und der biblischen Esther herzustellen und ging von einer persischen Herkunft der Geschichte aus; wobei er von Emmanuel Cosquin widerlegt wurde, der nachwies, dass die zentralen Handlungselemente bereits in der alten buddhistischen und indischen Literatur belegt sind.

### Weiteres
Die Geschichte spielt zur Zeit der Sassaniden. Schahriyar bedeutet „Machthaber“, Schahsaman „König seiner Zeit“, Schahrasad „Glanzgeborene“, Dinarasad „Goldgeborene“ oder „Weltgeborene“.
Im Gegensatz zur Arabian Nights Encyclopedia und anderen Übersetzungen listet Claudia Ott in ihrer Übersetzung die Geschichte um den Ifrit als eigenständige Binnengeschichte auf (Der betrogene Ifrit) und fasst die Geschichten Vom Stier und dem Esel (ANE 2) und Vom Kaufmann und seiner Frau (ANE 3) zusammen.

## Ausgaben
- Claudia Ott (Hrsg.): Tausendundeine Nacht. Wie alles begann. Nach der ältesten arabischen Handschrift in der Ausgabe von Muhsin Mahdi erstmals ins Deutsche übertragen und mit einem Anhang versehen von Claudia Ott. Titel der arabischen Originalausgabe: The Thousand And One Nights (Alf Layla wa-Layla). dtv, München 2017, ISBN 978-3-423-14611-1, S. 9–30. (zuerst C.H. Beck, München 2006).